# Banū Mūsā
I Banū Mūsā erano i tre fratelli matematici: Abū Jaʿfar Muḥammad ibn Mūsā ibn Shākir, Aḥmad ibn Mūsā ibn Shākir e al-Ḥasan ibn Mūsā ibn Shākir, che lavorarono nella Bayt al-Ḥikma di Baghdad nel IX secolo.

## Biografia
Nelle opere pervenuteci, firmate sempre con l'appellativo di Banū Mūsā, sono pressoché indistinguibili, ma sappiamo che, sebbene lavorassero insieme, ognuno di loro aveva un suo specifico campo di ricerca. Abū Jaʿfar Muḥammad si dedicava principalmente alla geometria ed all'astronomia, Aḥmad alla meccanica e al-Ḥasan alla geometria.
Non molto tempo dopo la nascita del padre dei Banū Mūsā, Mūsā ibn Shākir, divenne califfo Hārūn al-Rashīd, che alla corte di Baghdad attuò un ambizioso progetto di forte slancio culturale. Venne costruita proprio in questo periodo la Bayt al-Ḥikma, biblioteca che verrà poi istituzionalizzata ed enormemente arricchita dal figlio al-Maʾmūn. Fu sotto Rashīd che vennero tradotti in arabo per la prima volta da al-Ḥajjāj gli Elementi di Euclide e che si mossero i primi sostanziosi passi nella diffusione della matematica greca.
Esemplificativa di questi profondi sviluppi culturali in atto è la vita di Mūsā ibn Shākir, che se da giovane era un ladro, divenne in età adulta un promettente astronomo. Mūsā b. Shākir era ben presto entrato in rapporto di stretta confidenza con al-Maʾmūn, tanto che alla sua morte il califfo divenne il tutore dei fratelli Mūsā, ai quali fece impartire un'eccellente educazione. I Banū Mūsā poterono così dedicarsi allo studio di geometria, matematica, fisica, musica e astronomia. Al-Maʾmūn riconobbe subito il loro talento e li fece entrare nella Bayt al-Ḥikma, in cui presto si distinsero come alcuni fra i membri più attivi. 
I fratelli portarono così avanti la ricerca scientifica insieme con al-Khwarizmi, lo studioso di matematica cui si deve il libro di algebra del Kitāb al-jabr wa l-muqābala, condussero osservazioni astronomiche e organizzarono una scuola di traduttori (tra i più noti ricordiamo Ḥunayn b. Ishāq e Thābit ibn Qurra) che volse in arabo molti manoscritti filosofici e scientifici greci. 
I Banū Mūsā furono fra i primi scienziati arabi a studiare i lavori dei matematici greci e ad arricchirne i concetti con nuove intuizioni e sviluppi, cercando di dare altre dimostrazioni ai risultati dei Greci e andando oltre ciò che essi avevano già precedentemente dimostrato.
Sotto i successori di al-Maʾmūn i Banū Mūsā diventarono molto ricchi e influenti e vennero spesso coinvolti (particolarmente Muḥammad) nella turbolenta vita politica di Baghdad. Sembra che Muḥammad e Aḥmad fossero tra i responsabili della costruzione della città di al-Jaʿfariyya per il califfo al-Mutawakkil, dirigendo lo scavo dei canali. I Banū Mūsā provocarono inoltre la caduta in disgrazia del famoso filosofo al-Kindi, loro nemico, che venne perciò duramente punito da al-Mutawakkil, il quale permise ai fratelli di appropriarsi della sua biblioteca. Nel periodo in cui i Turchi stavano assumendo il controllo del califfato, Muḥammad fu molto attivo politicamente, appoggiando l'effimero califfato di al-Mustaʿīn. In ogni caso, i risultati scientifici dei fratelli sono senz'altro più rilevanti della loro attività politica.
Di tutti i trattati dei B. Mūsā, il più studiato e ricco di conseguenze è il Libro sulla misura delle figure piane e sferiche. Questa opera nel medioevo era molto conosciuta, sia dal mondo islamico che in Europa, e una prova evidente ne è la traduzione in latino di Gherardo di Cremona, intitolata Liber trium fratrum de geometria. Un riscontro esemplare della sua influenza sugli scienziati europei è la Practica geometrica di Leonardo Fibonacci. In questo libro possiamo trovare diversi teoremi dei B. Mūsā che non esistevano nei libri greci.
Lo scopo principale di questo trattato era dimostrare il metodo con cui i greci usavano determinare l'area e il volume, più in particolare la misura del cerchio e della sfera. In Misura del cerchio e Sulla sfera e il cilindro, Archimede trovò l'area del cerchio e la superficie e il volume della sfera usando il metodo di Eudosso, che venne più tardi chiamato “metodo di esaustione”; questo metodo si basa sugli stessi principi della teoria dei limiti della matematica moderna. I Banū Mūsā trovarono l'area del cerchio attraverso un metodo diverso da quello di Archimede ma basato sulla stessa idea di infinitesimali. Usarono il “metodo di esaustione” ma omisero il passaggio fondamentale, inscrivendo nel cerchio una sequenza di poligoni regolari con 2 lati e trovando le loro aree.
Tuttavia omisero il passaggio della condizione del limite, non trovando quindi l'area del poligono per k→∞. Provarono così che, data una circonferenza C e una linea di lunghezza L, e se L < C, allora possiamo inscrivere in questo cerchio un poligono regolare di perimetro Pn (dove n è il numero di lati) così che Pn > L. Ciò significa che possiamo trovare un numero intero N così che C-Pn < C-L per ogni n > N. I B. Mūsā provarono poi che se L > C, allora possiamo circoscrivere un poligono regolare di perimetro Q n, così che Qn < L. Risulta quindi facile ed intuitivo giungere alla formula A= r • 1/2C (dove A è l'area del cerchio e r il suo raggio).
Inoltre bisogna ricordare che i B. Mūsā definirono le aree e i volumi come i prodotti di precisi valori, mentre nella geometria greca erano espressi in relazione ad altre aree e volumi. Per esempio, mentre Archimede definì il volume della sfera come quattro volte il volume del cono con il raggio della sfera come altezza ed il cerchio massimo della sfera come base, i B. Mūsā trovarono che il volume è uguale al raggio della sfera moltiplicato per un terzo della sua superficie. In altre parole, usarono operazioni aritmetiche per determinare valori geometrici, un importante passo avanti per estendere il sistema dei numeri ed includere gli irrazionali, i B. Mūsā descrissero infatti Pi Greco come la quantità che, moltiplicata per il diametro di un cerchio, dà come prodotto la circonferenza.
Come Archimede, i B. Mūsā determinarono che la superficie della sfera è quattro volte il suo cerchio massimo, ma la loro prova è diversa, usarono la considerazione seguente senza dimostrarla: Per ogni due sfere concentriche possiamo inscrivere in quella più grande un solido generato dalla rotazione di un poligono regolare attorno al diametro della sfera che passa attraverso due vertici del poligono, così che la superficie di questo solido non tocca né interseca la sfera più piccola. Questo era già stato dimostrato negli Elementi di Euclide. I B. Mūsā calcolarono il volume del solido e dimostrarono che A=4C (dove A è la superficie della sfera e C il suo cerchio massimo).

In aggiunta alla misura del cerchio e della sfera, nel trattato vennero risolti tre classici problemi greci: la dimostrazione della formula di Erone di Alessandria, il calcolo dei medi proporzionali e la trisezione di un angolo.
Tra le altre opere dei B. Mūsā bisogna citare Il libro dei congegni ingegnosi, in cui sono esposte innumerevoli invenzioni di congegni meccanici e macchine automatiche. Tra questi sono di particolare interesse gli strumenti musicali: un organo ad acqua e un flauto automatico.
Nel Libro sul moto delle orbite Muḥammad fu il primo a scoprire che i corpi e le sfere celesti sono soggetti alle stesse leggi fisiche della Terra e nei trattati Il moto astrale e La forza di attrazione scoprì che c'è una forza di attrazione tra i corpi celesti, anticipando la teoria della gravitazione universale di Isaac Newton.
Al-Ḥasan scrisse uno studio sull'ellisse, la figura circolare allungata, in cui effettua uno studio sulle proprietà geometriche delle curve e cerca di misurare un'area a contorno curvilineo.
Premesse al Libro delle coniche, probabilmente scritto da Muḥammad, è una recensione alle Coniche di Apollonio di Perga, che era stato tradotto da Thābit ibn Qurra.
Sulla meccanica, attribuibile ad Aḥmad, è un trattato sui congegni meccanici.
I fratelli diedero molti contributi anche all'astronomia. Per volere di al-Maʾmūn misurarono un grado di latitudine nel deserto del nord della Mesopotamia e osservarono la luna e il sole. Muḥammad e Aḥmad misurarono la durata dell'anno ottenendo con un'ottima approssimazione 365 giorni e 6 ore.